# Дмитрий II
Дмитрий II Михайлович Тверски (на руски: Дмитрий II Михайлович Тверской) е велик княз на Владимирско-Суздалското княжество от 1322 до 1326. Той е син на Михаил Тверски и Анна Кашинска.